# Famille Martinelli
Pour les articles homonymes, voir Martinelli.
 (août 2024).
La famille Martinelli est une famille patricienne de Venise, originaire de Bergame.

## Historique
Originaire de Bergame, la famille s'installe à Venise au XVIe siècle où elle fit du commerce de pana di lana (tissus en laine).  Elle fut agrégée à la noblesse en 1646 en payant la taxe de guerre.
La famille s'éteint par un Leonardo en 1771.

## Armes

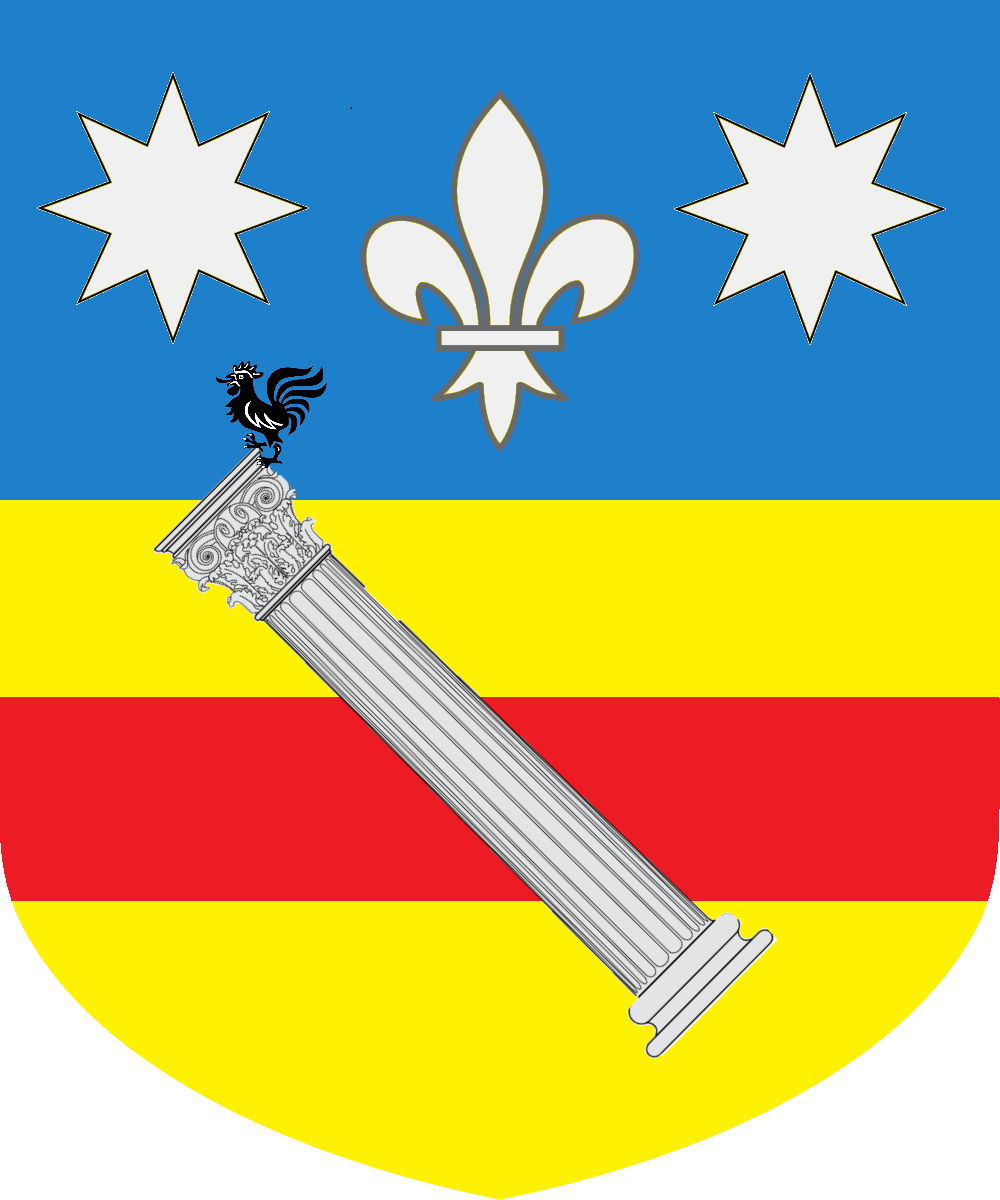
armes des Martinelli

Les armes des Martinelli se blasonnent ainsi coupées d'azur et d'argent, l'azur chargé de deux étoiles d'or en chef et une fleur de lys d'argent en cœur, l'argent d'une face ou cotice de gueules et une colonne avec sa base et son chapiteau d'argent en bande et brochant sur le tout.